# قاچاق انسان در اوکراین
قاچاق انسان در اوکراین (انگلیسی: Human trafficking in Ukraine) به‌عنوان منبع اصلی، ترانزیت و کشور مقصد برای مردان، زنان و کودکان است به منظور استثمار جنسی و کار اجباری می‌باشند. زنان اوکراین به کشورهای زیر قاچاق می‌شوند: روسیه، لهستان، ترکیه، چین، جمهوری چک، امارات متحده عربی، اتریش، ایتالیا، پرتغال، آلمان، یونان، اسرائیل، اسپانیا، لبنان، مجارستان، اسلواکی، قبرس، انگلستان، هلند، صربستان، آرژانتین، نروژ، ایران و بحرین.

اکثر قربانیان قاچاق نیروی کار اوکراین، در روسیه، جمهوری چک و لهستان مورد استثمار قرار می‌گیرند و در ابتدا مجبور می‌شوند به عنوان کارگران ساختمانی، ملوانان، کارگران کارخانجات و کارگران کشاورزی کار کنند. نشانه‌هایی وجود دارد که اوکراین خود یک مقصد برای مردم کشورهای همسایه است که برای کار اجباری و استثمار جنسی به‌آنجا قاچاق می‌شوند. علاوه بر این، قاچاق انسان در اوکراین نیز رخ می‌دهد؛ مردان و زنان به‌منظور بهره‌برداری نیروی کار در بخش کشاورزی و بخش خدمات، استثمار جنسی تجاری و گدائی اجباری در داخل کشور قاچاق می‌شوند. کودکان اوکراینی برای استثمار جنسی تجاری، گدایی اجباری و کار اجباری در صنعت کشاورزی، هم در داخل کشور هم به خارج کشور قاچاق می‌شوند.

## اقدامات دولت
دولت اوکراین به‌طور کامل با حداقل استانداردهای حذف قاچاق انسان موافق نیست، با این حال دولت تلاشهای زیادی برای انجام این کار انجام می‌دهد. در حالی که شواهد کمی از تلاشهای دولت برای جلوگیری از همدستی مقامات دولتی با قاچاقچیان وجود دارد، برای حفاظت و کمک به قربانیان قاچاق انسان در سطح ملی اقدامات کمی مشاهده می‌شود. اما دولتهای محلی پیشرفتهایی در زمینه کمک به قربانیان قاچاق انسان ایجاد کرده‌اند. دولت همچنین پیشرفتهای متوسط اما ملموسی در جهت بهبود مجازات قاچاقچیان مجرم، پیگرد قاچاقچیان مواد مخدر، آموزش قوه قضائیه و انجام فعالیت‌های پیشگیرانه در این زمینه انجام داداست.

## موضع‌گیری‌ها
یک نظرسنجی که از طرف سازمان بین‌المللی مهاجرت IOM در ماه دسامبر ۲۰۰۶ انتشار یافت، نتیجه‌گیری شده که از سال ۱۹۹۱، حدود ۱۱۷۰۰۰ اوکراینی در اروپا، خاورمیانه و روسیه در شرایط استثماری اجباری قرار دارند.
دفتر نظارت و مبارزه با قاچاق انسان در وزارت امور خارجه ایالات متحده آمریکا، اوکراین را در سال ۲۰۱۷ در رده دوم "Tier 2" کشورهای (مبارزه با قاچاق انسان) قرار داده‌است.